# Macov
Macov (Hongaars: Macháza, Duits: Matzhausen) is een Slowaakse gemeente in de regio Trnava, en maakt deel uit van het district Dunajská Streda.
Macov telt 234 inwoners.